# Distrikt Mirgas
Der Distrikt Mirgas liegt in der Provinz Antonio Raymondi in der Region Ancash in West-Peru. Der Distrikt wurde am 26. Oktober 1964 gegründet. Er besitzt eine Fläche von 172 km². Beim Zensus 2017 wurden 4290 Einwohner gezählt. Im Jahr 1993 lag die Einwohnerzahl bei 5184, im Jahr 2007 bei 5235. Die Distriktverwaltung befindet sich in der 3175 m hoch gelegenen Ortschaft Mirgas mit 535 Einwohnern (Stand 2017). Mirgas befindet sich 8,5 km westnordwestlich der Provinzhauptstadt Llamellín.

## Geographische Lage
Der Distrikt Mirgas liegt östlich der Cordillera Blanca im Westen der Provinz Antonio Raymondi. Der Río Mirgas, der Oberlauf des Río Pañoragra, entwässert das Areal in nordnordöstlicher Richtung zum Río Marañón.
Der Distrikt Mirgas grenzt im Südwesten an den Distrikt Cajay (Provinz Huari), im Westen an den Distrikt San Nicolás (Provinz Carlos Fermín Fitzcarrald), im Nordosten an den Distrikt Chaccho, im Osten an die Distrikte Llamellín und Chingas sowie im Südosten an den Distrikt San Juan de Rontoy.